# Strada statale 317 Marscianese
La ex strada statale 317 Marscianese (SS 317), ora strada regionale 317 Marscianese (SR 317), è una strada regionale italiana che si snoda in Umbria.

## Percorso
La strada ha origine in località Colonnetta di Prodo, distaccandosi dalla ex strada statale 79 bis Orvietana. Proseguendo in direzione nord, raggiunge San Venanzo e deviando verso nord-est Marsciano, dove incrocia la ex strada statale 397 di Montemolino.
Il percorso continua in direzione nord, varcando il fiume Nestore all'uscita del paese e attraversando le frazioni di Cerqueto e San Valentino della Collina. Entra quindi nel comune di Perugia dove tocca le frazioni di Sant'Enea, San Martino in Colle e San Fortunato della Collina.
Alle porte del capoluogo vi si innesta quindi la ex strada statale 3 bis racc Tiberina, mentre la strada prosegue per un ulteriore tratto, innestandosi infine sulla ex strada statale 75 bis del Trasimeno.
In seguito al decreto legislativo n. 112 del 1998, dal 2001 la gestione è passata dall'ANAS alla Regione Umbria che ha poi ulteriormente devoluto le competenze alla Provincia di Terni e alla Provincia di Perugia per le tratte territorialmente competenti, mantenendone comunque la titolarità.